# جون ماثر (رياضياتي)
جون ماثر (بالإنجليزية: John N. Mather)‏ (و. 1942 – 2017 م) هو رياضياتي، وأستاذ جامعي أمريكي، ولد في لوس أنجلوس، كان عضوًا في الأكاديمية الوطنية للعلوم، توفي في برينستون، عن عمر يناهز 75 عاماً.

## التعليم
تعلم في جامعة هارفارد، وتعلم في جامعة برنستون
.

## جوائز
حصل على جوائز منها:
- وسام بروير (2014)
- George David Birkhoff Prize [الإنجليزية]‏ (2003)
- جائزة جون ج. كارتي لتقدم العلوم (1978)
- الصليب الأعظم لنيشان الاستحقاق العلمي الوطني
- زمالة غوغنهايم